# Aeropuerto de Cayenne-Rochambeau
El Aeropuerto de Cayena-Rochambeau (del francés: Aéroport de Cayenne-Rochambeau) (IATA: CAY, OACI: SOCA) es un aeropuerto localizado en la comuna de Matoury, un suburbio al sur de Cayena, Guayana Francesa. Es la principal puerta de entrada de extranjeros al país.

## Historia
El aeródromo de Cayena fue construido en 1943, durante la Segunda Guerra Mundial, por las Fuerzas Armadas de los Estados Unidos para que sus bombarderos y aviones de transporte en ruta a África pudieran hacer escala allí.
El nombre “Rochambeau” se le atribuye por primera vez en referencia a Jean-Baptiste Donatien de Vimeur de Rochambeau (1725-1807), comandante de las tropas francesas que participaron en la Guerra de Independencia de los Estados Unidos. Fue comprado por Francia en 1949.
El nombre de Rochambeau genera polémica debido a la mala reputación del hijo del comandante, Donatien de Rochambeau (1755-1813), quien durante la expedición a Santo Domingo había reprimido duramente la insurrección haitiana. La diputada de Guayana Christiane Taubira solicitó un cambio de nombre en 1999. Después de que se propusiera el nombre de Cépérou (jefe nativo americano del siglo XVII), finalmente pasó a ser el nombre de Félix Éboué (1884-1944), administrador colonial y luchador nato de la resistencia en Guayana, que se mantiene. El cambio se hizo oficial en enero de 2012.

## Aerolíneas y destinos

### Destinos nacionales
| Destinos                             | Aeropuertos                                        | Aerolíneas   |
| ------------------------------------ | -------------------------------------------------- | ------------ |
| Fort-de-France, Martinica ( Francia) | Aeropuerto Internacional de Martinica Aimé Césaire | Air France   |
| París, Francia                       | Aeropuerto de París-Charles de Gaulle              | Air France   |
| París, Francia                       | Aeropuerto de París-Orly                           | Air Caraïbes |
| Pointe-à-Pitre, Guadalupe ( Francia) | Aeropuerto Internacional de Pointe-à-Pitre         | Air France   |

### Destinos internacionales
| Destinos                                      | Aeropuertos                           | Aerolíneas |
| El Caribe                                     | El Caribe                             | El Caribe  |
| --------------------------------------------- | ------------------------------------- | ---------- |
| República Dominicana (1 destino, 1 aerolínea) |                                       |            |
| Santo Domingo                                 | Aeropuerto Internacional Las Américas | Sky High   |
| Sudamérica                                    |                                       |            |
| Brasil (1 destino, 1 aerolínea)               |                                       |            |
| Belém                                         | Aeropuerto Internacional de Belém     | Air France |

### Antiguos destinos
| Destinos                | Aeropuertos                                   | Aerolíneas         |
| Norteamérica            | Norteamérica                                  | Norteamérica       |
| ----------------------- | --------------------------------------------- | ------------------ |
| Estados Unidos          |                                               |                    |
| Miami                   | Aeropuerto Internacional de Miami             | Air France         |
| El Caribe               |                                               |                    |
| Haití                   |                                               |                    |
| Puerto Príncipe         | Aeropuerto Internacional Toussaint Louverture | Air France         |
| Sudamérica              |                                               |                    |
| Brasil                  |                                               |                    |
| Belém                   | Aeropuerto Internacional de Belém             | Azul Líneas Aéreas |
| Fortaleza               | Aeropuerto Internacional Pinto Martins        | Azul Líneas Aéreas |
| Guayana Francesa        |                                               |                    |
| Grand Santi             | Aeropuerto de Grand-Santi                     | Air Guyane Express |
| Maripasoula             | Aeropuerto de Maripasoula                     | Air Guyane Express |
| Saint Laurent du Maroni | Aeropuerto de Saint-Laurent-du-Maroni         | Air Guyane Express |
| Saül                    | Aeropuerto de Saül                            | Air Guyane Express |